# Torulf (skald)
I Skaldskapens språk (2) (Skáldskaparmál) citerar Snorre Sturlasson en halvstrof av en viss Torulf (Þórólfr), med de, i olika handskrifter, alternativa stavningarna Toralf (Þóralfr) och Torvald (Þorvaldr). Det är möjligt att denne skald är identisk med en viss Torulf munnen som i A-versionen av Skáldatal uppges ha varit hirdskald hos Håkon jarl i Norge. I Skáldatals B-version kallas emellertid denne skald för Torfinn munnen (Þórfinnr munnr) och om denna uppgift är riktig, så är det rimligt att den skald som avses är den Torfinn som enligt flera källor också var hirdskald hos Olav den helige, och som troligen stupade i slaget vid Stiklastad år 1030. Att Torfinn munnen skulle ha varit identisk med Snorres Torulf finns ingen anledning att förmoda. Tillnamnet ”munnen” är ganska ovanligt. Förutom Torfinn munnen och den endast i Skáldatal (A) omtalade Torulf munnen – vilket kan vara ett skrivfel – bärs det endast av den norske kungen Sigurd munnen (Sigurðr munnr), död 1155.
Innehållet i den halvstrof av Torulf som Snorre citerar, är tämligen dunkelt. Där nämns en viss Hårek (Hárek) vars män sägs ha blivit nedhuggna. Eftersom händelsen är okänd är det inte heller möjligt att dra några slutsatser om vem författaren kan ha varit.